# Le Souteneur
Pour plus de détails, voir Fiche technique et Distribution.
Le Souteneur (Il mantenuto) est une comédie à l'italienne réalisée par Ugo Tognazzi et sortie en 1961.

## Synopsis
Stefano Garbelli est un modeste employé de bureau romain. Alors qu'il promène son chien un soir d'été, il est désigné comme son proxénète par une prostituée, Daniela, qui est harcelée par les proxénètes de certaines de ses collègues. La femme se présente alors à Stefano, se faisant passer pour une infirmière travaillant de nuit dans une clinique. Stefano se lie ainsi d'amitié avec Daniela, qui s'intéresse à lui : sans s'en rendre compte, il passe pour son proxénète tant aux yeux de ses rivaux, qui l'attaquent pour lui donner une leçon, qu'à ceux de la police, qui convoque l'agresseur et les agresseurs au commissariat.
Les policiers envoyés en surveillance confondent également l'endroit où Stefano se rend, avec certains de ses collègues de bureau, pour une réunion syndicale, avec une maison de passe. Le commissaire de police va parler au président de Farmaeuropa, la société où travaille Stefano, le comte Lori. Il lui fait part de ses soupçons, qui se portent également sur Carla, la secrétaire du directeur, car elle a toujours rejeté les approches de ce dernier.
Ignorant le malentendu qui s'est installé, Stefano accepte d'organiser un rendez-vous galant avec Carla chez lui, à la demande du directeur : c'est enfin l'occasion de dissiper le malentendu, mais Stefano est alors licencié. Il se retrouve alors avec une riche veuve, Amalia, qui le courtisait depuis un certain temps et qui possède un grand supermarché. Désormais, il sera vraiment un homme entretenu, néanmoins forcé de travailler au supermarché sous les ordres de sa femme. Mais dans un accès de rage, il brise des rangées et des rangées de boîtes de conserve en vente sur le sol.

## Fiche technique
- Titre français : Le Souteneur[1]
- Titre original italien : Il mantenuto[2],[3]
- Réalisation : Ugo Tognazzi
- Scenario : Giulio Scarnicci (it), Luciano Salce, Renzo Tarabusi (it), Castellano et Pipolo
- Photographie :	Marco Scarpelli (it)
- Montage : Franco Fraticelli
- Musique : Armando Trovajoli
- Décors : Giancarlo Bartolini Salimbeni (it)
- Costumes : Giuliano Papi
- Maquillage : Andrea Riva
- Production : Aldo Calamara, Achille Filo Della Torre
- Société de production : Mec Cinematografica, Cinematografica Radici
- Société de distribution : Indipendenti Regionali (Italie)
- Pays de production :  Italie
- Langue originale : Italien
- Format : Noir et blanc - 1,85:1 - Son mono - 35 mm
- Durée : 98 minutes
- Genre : Comédie à l'italienne, comédie satirique
- Dates de sortie :
  - Italie : 30 décembre 1961
  - France : 11 septembre 1963

## Distribution
- Ugo Tognazzi : Stefano Garbelli
- Ilaria Occhini : Daniela
- Margarete Robsahm : Carla
- Mario Carotenuto : Président Lori
- Marisa Merlini : Amalia
- Pinuccia Nava : prostituée romaine
- Franco Giacobini : commissaire
- Gianni Musy : Nando Marcellini
- Olimpia Cavalli : Claretta
- Renato Mambor : « Raffa »
- Franco Ciuchini : « Tripoli »
- Aldo Berti : « Righetto »
- Franco Ressel : René, le coiffeur
- Armando Bandini (en) : comptable Bandini
- Mario Castellani : le mari d'Amalia
- Consalvo Dell'Arti : Commissaire adjoint Donati
- Jimmy il Fenomeno : ouvreur de Farmaeuropa